# Menachem Mendel Stern

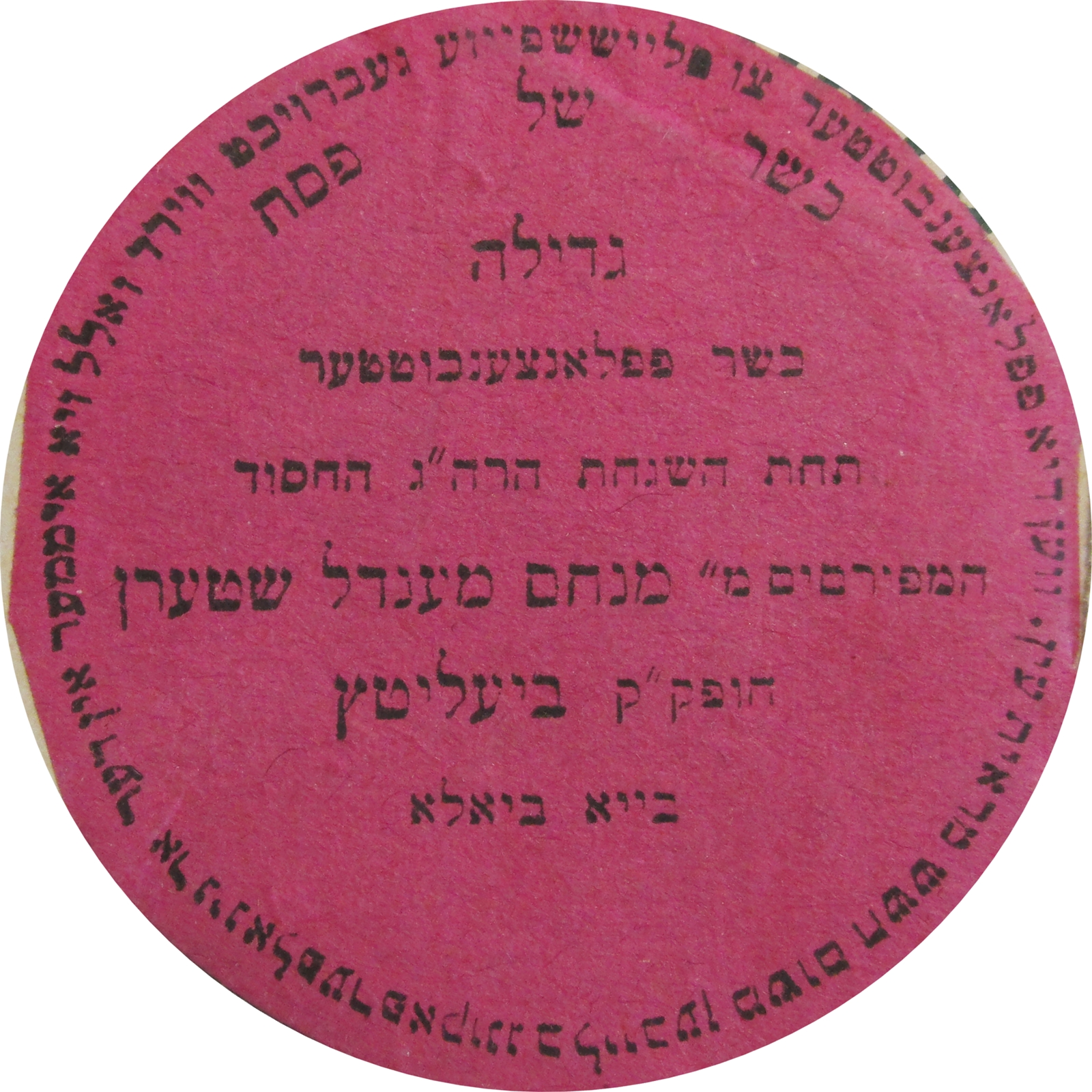
Certyfikat koszerności wydany przez rabina Menachema Mendla Sterna z Bielska w 1904 r.

Menachem Mendel Stern (hebr. מנחם מענדל שטערן, ur. 12 grudnia 1855 w Tarnowie, zm. 24 maja 1928 w Bielsku) – rabin i dajan gmin żydowskich w Andrychowie, Jaworznie i Bielsku.

## Życiorys
W latach 80. XIX wieku działał w Andrychowie jako ortodoksyjny dajan. Miał możliwość potwierdzania uprawnień dla rytualnych rzeźników i nadawania certyfikatów koszerności. Później także pracował i mieszkał w Jaworznie. W 1890 roku został zatrudniony dla niezbyt licznej grupy ortodoksów w Bielsku (ale nie chasydów), którzy napłynęli w poszukiwaniu pracy z Galicji do Bielska po 1870 roku. Chcąc ich pozyskać, zarząd miejscowej gminy żydowskiej postanowił utworzyć specjalnie dla nich dom modlitwy i zatrudnić ortodoksyjnego rabina.
Salę modlitw otwarto na piętrze budynku przy ulicy Nad Ścieżką 7. Znajdowała się obok największego żydowskiego zakładu kamieniarskiego w mieście należącego do Salomona Leisera Wulkana. Na dole jednopiętrowego budynku znajdowały się prywatne mieszkania, w których mieszkali Menachem Mendel Stern z rodziną oraz jego zięć Chaim Schänker z rodziną. Sala modlitw nazywała się oficjalnie Domem Modlitwy Towarzystwa Nweh Shalom (Nweh Shalom Israelitischer Bethausverein), (Nweh Shalom: hebr.: נווה שלום; pol. Oaza pokoju). Menachem Mendel Stern dodatkowo zajmował się dozorowaniem koszernej żywności i pracy rzeźnika rytualnego. Nie był natomiast dopuszczany do liturgii w oficjalnej reformowanej wielkiej synagodze. Bielska gmina prowadzona była przez ludzi opowiadających się za postępowym rozumieniem religii mojżeszowej. Widoczne to było już choćby przy doborze zatrudnionych oficjalnych rabinów, stanowisko to mogła bowiem pełnić tylko osoba po wyższych studiach ogólnych, najlepiej filozoficznych, oraz posiadająca specjalne wykształcenie rabinackie w seminarium postępowym. Z tego powodu między innymi, liberalny i oficjalny bielski rabin Markus Steiner nawet nie tytułował Menachema Mendla Sterna rabinem, lecz nauczycielem Talmudu, a w dokumentach zatrudnienia miał wpisane stanowisko „dajan” lub „asesor rabinacki”. Niechęć bielskich liberałów i syjonistów do środowiska ortodoksyjnego związanego ze Sternem była tak wielka, że po jego śmieci nie wspomnieli o tym ani słowem w oficjalnej gazecie Jüdisches Volksblatt-Tygodnik Żydowski-Pismo Śląskie .
Pierwsza żona Chaja (ur. 17 grudnia 1859 w Wiśniczu, zm. 8 lutego 1911 w Bielsku, pogrzebana w Białej), była córką Jehudy Lejba Wolfa, przywódcy ortodoksów z Białej. Ich synami byli: Izak Wolf Stern (ur. 15 grudnia 1877 w Wiśniczu), Chaim Natan Stern (ur. 11 lutego 1887 w Jaworznie, kupiec w Bielsku), Baruch Josef Stern (fabrykant z Andrychowa), Mojżesz Samuel Stern oraz córka Sara Stern (ur. 10 maja 1898 w Bielsku, zamężna z Chaimem Schänkerem, kupcem w Bielsku). Po śmierci pierwszej żony ożenił się w 1919 roku z Bejlą Zehwirt (ur. 1870). Z tego małżeństwa na świat przyszły córki Helene Stern (ur. 11 stycznia 1915 w Bielsku) i Marja Stern (ur. 22 sierpnia 1913 w Krakowie).
Menachem Mendel Stern zmarł w Bielsku w wieku 73 lat a obowiązki rabina ortodoksyjnego w Bielsku przejął jego syn Mojżesz Samuel Stern .